# Santiago Tlajomulco
Santiago Tlajomulco es una localidad de México localizada en el municipio de Tolcayuca en el estado de Hidalgo.

## Toponimia
Del náhuatl, tla-xomulco: tlalli, tierra, y la final compuesta xomulco, que significa rincón: Rinconada.

## Geografía
Se encuentra en la región geográfica de la cuenca de México (Valle de Tizayuca). Le corresponden las coordenadas geográficas 19° 59’ 01.739” de latitud norte y 98° 54’ 51.449” de longitud oeste, con una altitud de 2421 m s. n. m. Cuenta con un clima templado subhúmedo con lluvias en verano, de menor humedad.
En cuanto a fisiografía se encuentra en la provincia de la Eje Neovolcánico, dentro de la subprovincia de Sierras y Llanuras de Querétaro e Hidalgo; su terreno es de sierra. En lo que respecta a la hidrografía se encuentra posicionado en la región del Pánuco, dentro de la cuenca del río Moctezuma, en la subcuenca del río Tezontepec.

## Demografía
En 2020 registró una población de 1183 personas, lo que corresponde al 5.54 % de la población municipal. De los cuales 582 son hombres y 601 son mujeres.
| Gráfica de evolución demográfica de Santiago Tlajomulco entre 1900 y 2020                    |
|                                                                                              |
| Población de los censos y conteos del Instituto Nacional de Estadística y Geografía (INEGI). |